# Lagord
Lagord är en stad i Frankrike  i La Rochelles norra förorter. Den är huvudort i departementet Charente-Maritime. Lagord ligger i regionen Nouvelle-Aquitaine.
Lagord har 7 054 invånare och är den sjunde största staden i Charente-Maritime.

## Befolkningsutveckling
Antalet invånare i kommunen Lagord
| Referens: INSEE |